# Rainer Robra
Rainer Robra (* 15. Oktober 1951 in Nienhof, Landkreis Celle) ist ein deutscher Jurist und Politiker (CDU). Er ist seit 2002 Staatsminister und Chef der Staatskanzlei und seit 2016 zudem Minister für Kultur des Landes Sachsen-Anhalt.

## Leben

### Ausbildung und berufliche Tätigkeit
Rainer Robra studierte Jura in Göttingen und Hamburg. Nach dem Zweiten Staatsexamen 1979 arbeitete er als Richter in Hannover, dann als Staatsanwalt in Celle. 1986 wechselte er ins Niedersächsische Justizministerium, wo er zuletzt als Ministerialdirigent Leiter der Strafrechtsabteilung war. Von 1994 bis 2002 war er Rechtsanwalt (Gründungsmitglied der Kanzlei Remmers-Robra-Meyer); seit 2002 ist er als Staatsminister Chef der Staatskanzlei des Landes Sachsen-Anhalt. Seit 2016 ist Robra zusätzlich auch Minister für Kultur.

### Politische Karriere und politische Ämter
Robra ist CDU-Mitglied. Von 1990 bis 1994 war er Staatssekretär in den Kabinetten Gies, Münch, Bergner und Höppner I im Ministerium der Justiz (ab 15. Februar 1994: Ministerium für Justiz und Bundesangelegenheiten) des Landes Sachsen-Anhalt. In dieser Funktion war er am Neuaufbau des Justizwesens in Sachsen-Anhalt maßgeblich beteiligt. Infolge des Regierungswechsels von einer SPD-Minderheitsregierung zu einer CDU/FDP-Koalition in Sachsen-Anhalt amtiert Robra seit dem 17. Mai 2002 als Chef der Staatskanzlei, mit der Bezeichnung Staatsminister. Er ist damit verantwortlich für die Koordinierung innerhalb der Landesregierung sowie für die Medien- und Europapolitik des Landes.
Nachdem der Staatskanzlei im Jahr 2016 aus Anlass des bevorstehenden „Lutherjahres“ die Zuständigkeit für die Kulturpolitik des Landes übertragen wurde, fungiert Robra seit dem Kabinett Haseloff II zudem als Minister für Kultur. Mit Übernahme dieser Funktion ist er Vorsitzender des Kuratoriums der Kulturstiftung Dessau-Wörlitz, Vorsitzender des Kuratoriums der Stiftung Luthergedenkstätten in Sachsen-Anhalt, Vorsitzender der Stiftung Bauhaus Dessau und Vorsitzender des Stiftungsrates der Kunststiftung des Landes Sachsen-Anhalt. Ferner ist er seit 2017 Vorsitzender der Stiftungsräte der Stiftungen Kloster Unser Lieben Frauen und Kloster Bergesche Stiftung sowie stellvertretender Vorsitzender im Stiftungsrat der Stiftung Deutsches Zentrum Kulturgutverluste. Zudem ist er jeweils Mitglied im Stiftungsrat der Stiftung Preußischer Kulturbesitz, der Kulturstiftung des Bundes und der Kulturstiftung der Länder sowie im Kuratorium der Kulturstiftung Nord/LB.
Ihm obliegen ferner die Bundes- und Europaangelegenheiten sowie die Medienpolitik des Landes Sachsen-Anhalt. Robra ist seit Mai 2002 Mitglied des Bundesrates für das Land Sachsen-Anhalt und Mitglied des Ausschusses für Fragen der Europäischen Union. Als Bundesratsmitglied ist er Mitglied im Politischen Ausschuss sowie dem Unterausschuss NATO-Partnerschaften der Parlamentarischen Versammlung der NATO sowie der Konferenz der Europaausschüsse COSAC. Dem Unterausschuss NATO-Partnerschaften der Parlamentarischen Versammlung der NATO hat er von 2011 bis 2016 angehört.
Vom 21. Juni 2002 bis Ende 2024 gehörte der CDU-Politiker dem ZDF-Fernsehrat an. Er setzt sich für eine tiefgreifende Reform des öffentlich-rechtlichen Rundfunks ein. Gegenüber der Mitteldeutschen Zeitung äußerte Robra im Oktober 2017 den Vorschlag, die ARD nach dem Angebot regionaler Fernsehprogramme auszurichten. Der Vorschlag fand schnell Widerspruch in Politik und Medien. Der Chef der Berliner Staatskanzlei Björn Böhning fühlte sich an ein ZDF zu Zeiten Adenauers erinnert. Inzwischen hat Robra seine Vorschläge in einer Reihe von Interviews ergänzt und konkretisiert. Robra wurde 2012 vom ZDF in den 18-köpfigen Programmbeirat der Arte Deutschland TV GmbH entsandt.
Nach dem Ausscheiden der bisherigen Ministerin für Justiz und Gleichstellung Anne-Marie Keding aus der Landesregierung übernahm Robra vom 6. Juli bis zur Bildung der neuen Landesregierung am 16. September 2021 die Wahrnehmung der Geschäfte des Justizministeriums.

### Sonstiges Engagement
Robra ist Geschäftsführer der „Stiftung Rechtsstaat Sachsen-Anhalt e. V.“ und war bis 2017 Vorsitzender des Landesverbandes Sachsen-Anhalt der freien Straffälligenhilfe. Ebenfalls bis 2017 war er als Vorsitzender des Kirchenbauvereins St. Martin zu Spielberg tätig. Von 1992 bis 2004 war Robra Mitglied der ständigen Deputation des Deutschen Juristentages und Vorsitzender der Strafrechtsabteilung. Robra war bis Ende 2023 Aufsichtsratsvorsitzender der Landesweingut Kloster Pforta GmbH und von März 2018 bis 2023 auch Vorsitzender des Aufsichtsrates der Mitteldeutschen Medienförderung GmbH.

### Ehrungen
Für seine Verdienste um die deutsch-französische Zusammenarbeit wurde Robra am 15. Januar 2020 zum Ritter der französischen Ehrenlegion ernannt.
Am 15. Oktober 2021, zu seinem 70. Geburtstag, wurde Robra für seine fast 20-jährige Dienstzeit als Staats- und Europaminister und für sein großes Engagement für die deutsch-französische Partnerschaft der Verdienstorden des Landes Sachsen-Anhalt verliehen. 2024 wurde ihm das Bundesverdienstkreuz 1. Klasse verliehen.

### Privates
Robra ist verheiratet und hat drei Kinder. Er wohnt mit seiner Frau in Magdeburg. 